# Afrikaspiele 2023/Karate
Bei den Afrikaspielen 2023 in der ghanaischen Hauptstadt Accra fanden vom 7. bis 9. März 2024 im Karate insgesamt 16 Wettbewerbe statt, davon je acht bei den Männern und bei den Frauen. Austragungsort war der Borteyman-Sportkomplex.

## Bilanz

### Medaillenspiegel
| Platz  | Land           | Gold | Silber | Bronze | Gesamt |
| ------ | -------------- | ---- | ------ | ------ | ------ |
| 1      | Ägypten        | 10   | 2      | 3      | 15     |
| 2      | Algerien       | 3    | 4      | 7      | 14     |
| 3      | Marokko        | 2    | 4      | 4      | 10     |
| 4      | Tunesien       | 1    | 3      | 2      | 6      |
| 5      | Senegal        | —    | 2      | 2      | 4      |
| 6      | Libyen         | —    | 1      | —      | 1      |
| 7      | Republik Kongo | —    | —      | 4      | 4      |
| 7      | Südafrika      | —    | —      | 4      | 4      |
| 9      | Burkina Faso   | —    | —      | 2      | 2      |
| 10     | Botswana       | —    | —      | 1      | 1      |
| 10     | Kamerun        | —    | —      | 1      | 1      |
| 10     | Madagaskar     | —    | —      | 1      | 1      |
| Gesamt | Gesamt         | 16   | 16     | 31     | 63     |

### Medaillengewinner
Männer
| Disziplin   | Gold                  | Silber             | Bronze                                  |
| ----------- | --------------------- | ------------------ | --------------------------------------- |
| Kata        | Karim Waleed Ghaly    | Adam Rchouq        | Jesse Sim Saber Benmakhlouf             |
| Bis 60 kg   | Ala Salmi             | Ihen Ferchichi     | Abdel Ali Jina Mohamed Gaber            |
| Bis 67 kg   | Ayoub Anis Helassa    | Said Oubaya        | Yoan Junior Dassi Tchouela Moamen Sabry |
| Bis 75 kg   | Abdalla Abdelaziz     | Mohamed Abudabous  | Abraham Bikoka Oussama Zaid             |
| Bis 84 kg   | Youssef Badawy        | Makhtar Diop       | Daouda Kader Traoré Mehdi Sriti         |
| Über 84 kg  | Houssem Eddine Choiya | Taha Tarek Mahmoud | Makhtar Diop Hocine Daikhi              |
| Kata Team   | Ägypten               | Algerien           | Burkina Faso Südafrika                  |
| Kumite Team | Ägypten               | Algerien           | Republik Kongo Tunesien                 |

Frauen
| Disziplin   | Gold                 | Silber                | Bronze                          |
| ----------- | -------------------- | --------------------- | ------------------------------- |
| Kata        | Aya En-Nesyry        | Aïcha Narimène Dahleb | Aya Hesham Maxine Willemse      |
| Bis 50 kg   | Yasmin Nasr Elgewily | Cylia Ouikene         | Marinda Roetz Fenosoa Rakotobe  |
| Bis 55 kg   | Louiza Abouriche     | Ahlam Youssef         | Maïmouna Niang Chaimae El Hayti |
| Bis 61 kg   | Noursin Aly          | Wafa Mahjoub          | Abigael Mbemba Chaima Midi      |
| Bis 68 kg   | Fatima-Zahra Chajai  | Wissal Ezzar          | Karima Mekkaoui Lethabo Sekano  |
| Über 68 kg  | Menna Shaaban Okila  | Maroua Eddarhri       | Chehinez Jemi Chaïma Oudira     |
| Kata Team   | Ägypten              | Marokko               | Algerien                        |
| Kumite Team | Ägypten              | Senegal               | Republik Kongo Marokko          |